# Santiago Tepopula
Santiago Tepopula är en ort i kommunen Tenango del Aire i delstaten Mexiko i Mexiko. Orten är belägen sydost om Tenango del Aire och är kommunens näst största sett till befolkning. Samhället hade 2 776 invånare vid folkräkningen 2020.